# The Village
The Village er en amerikansk film fra 2004 instrueret, skrevet og produceret af M. Night Shyamalan. Filmen har bl.a. Bryce Dallas Howard, Joaquin Phoenix og Adrien Brody på rollelisten.

## Medvirkende
- Bryce Dallas Howard
- Joaquin Phoenix
- Adrien Brody
- William Hurt
- Sigourney Weaver
- Brendan Gleeson
- Cherry Jones
- Celia Weston
- Frank Collison
- Jayne Atkinson
- Judy Greer
- Fran Kranz
- M. Night Shyamalan

## Ekstern henvisning
- The Village på Internet Movie Database (engelsk)
- The Village på Filmdatabasen
- The Village på Scope
- The Village i Svensk Filmdatabas (svensk)
- The Village på AlloCiné (fransk)
- The Village på MovieMeter (nederlandsk)
- The Village på AllMovie (engelsk)
- The Village hos American Film Institute (engelsk)
- The Village på Turner Classic Movies (engelsk)
- The Village på The Movie Database (engelsk)

39°50′N 75°37′V / 39.84°N 75.61°V